# 토비아스 모레티

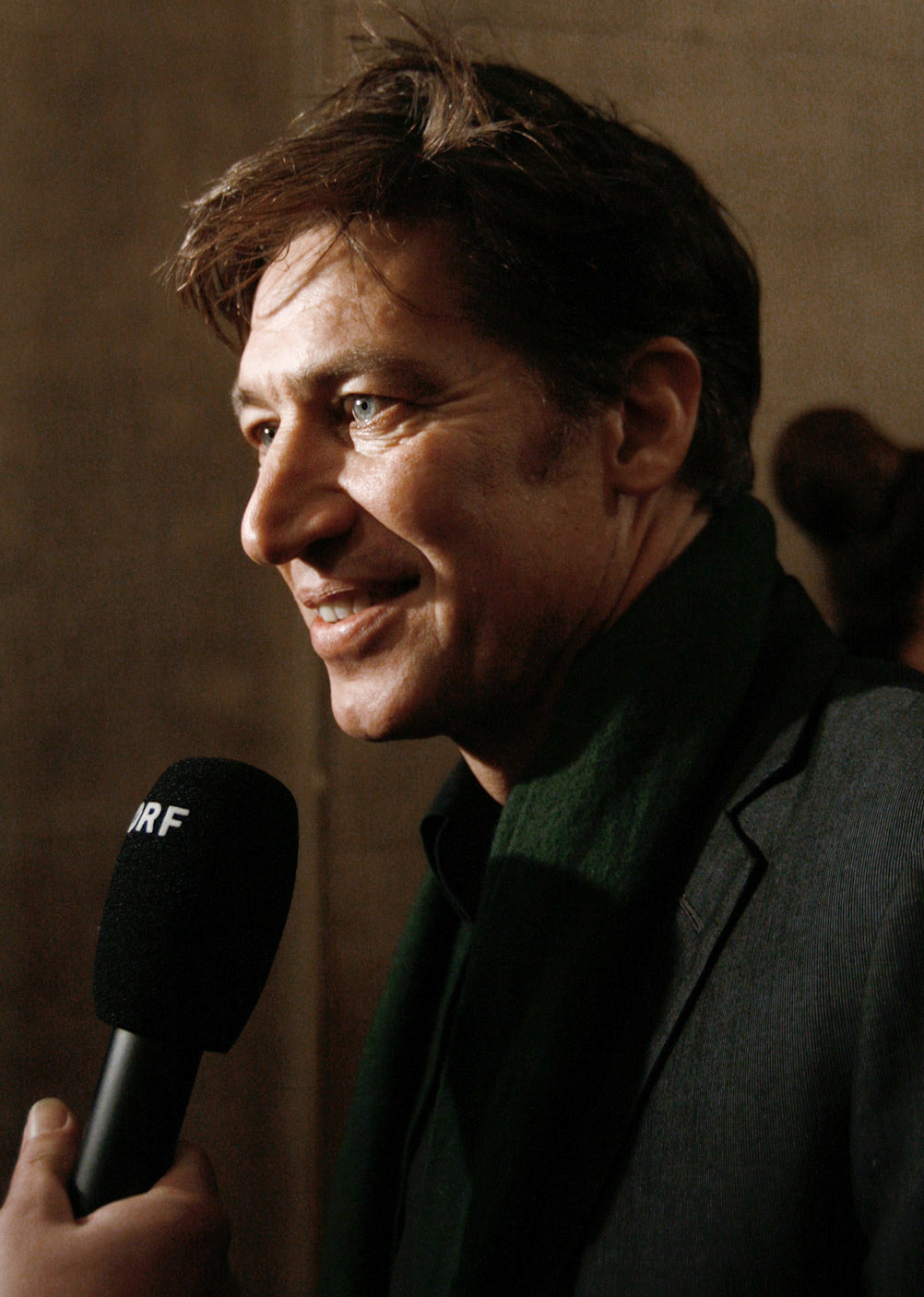

토비아스 모레티(Tobias Moretti, 1959년 7월 11일 ~ )는 오스트리아의 배우, 성우이다.

## 영화
- 더 저먼 레슨 (2019년)
- 라데군트 (2018년)
- 콜드헬 (2017년)
- 바람의 형제들 (2015년)
- 라이프 이터널 (2015년)
- 플라이츠 오브 팬시 (2014년)
- 다크 밸리 (2014년)
- 신경쇠약 직전의 뱀파이어 (2014년)
- 요코 (2012년) - 반 스나이더 역
- 어 우먼 디사이피어스 (2011년)
- 쥬 수스: 라이즈 앤 폴 (2010년)
- 돈 조반니 (2009년) - 카사노바 역
- 불륜 휴가 (2007년)
- 트레져 아일랜드 (2007년) - 롱 존 실버 역
- 임파서블 유어즈 (2006년)
- 스피어와 히틀러 (2005년) - 루돌프 히틀러 역
- 줄리어스 시저 (2002년)
- 미스 다이아몬드 2 (2000년)
- 미이라 - 잃어버린 성전 (2000년)
- 워커홀릭 (1996년)